# ماريو دومينغو
ماريو دومينغو (بالبرتغالية: Mário Aníbal‏) هو منافس ألعاب قوى برتغالي، ولد في 25 مارس 1972 في Catabola ‏ في أنغولا.

## وصلات خارجية
- ماريو دومينغو على موقع الاتحاد الدولي لألعاب القوى (الإنجليزية)
- ماريو دومينغو على موقع الاتحاد الأوروبي لألعاب القوى (الإنجليزية)
- ماريو دومينغو على موقع أوليمبيديا (الإنجليزية)